# Catedral de Perúgia
A Catedral de Perúgia é um templo católico de Perúgia, na Itália, dedicado a São Lourenço.
Desde a criação do bispado, a catedral existiu em locais diferentes, até que, em 936-1060, um edifício novo, correspondente ao transepto da catedral atual, foi construído. A atual catedral, dedicada inicialmente a São Lourenço e Santo Herculano, data de um projeto de 1300 do frei Bevignate, iniciado em 1345 e concluído em 1490. A decoração externa em losangos de mármore branco e rosa nunca foi concluída. Ao contrário da maioria das catedrais, a Catedral de Perúgia não tem sua fachada, mas seu flanco, voltado para a praça principal da cidade, onde estão também a Fontana Maggiore e o Palazzo dei Priori. Neste lado há uma galeria em arcos chamada Loggia di Braccio, encomendada por Braccio da Montone (1423), uma estrutura renascentista atribuída a Fioravante Fioravanti. Anteriormente fazia parte do Palazzo del Podestà, que se queimou em 1534. Na parte inferior podem ser ainda vistos um trecho de muralha romana e a base do antigo campanário. A Loggia abriga também a Pietra della Giustizia (Pedra da Justiça), tendo uma inscrição de 1264 onde a comuna anunciou que toda a dívida pública havia sido paga. Também deste lado está uma estátua do Papa Júlio III, de Vincenzo Danti (1555). Júlio era tido como um herói em Perúgia por ter restaurado a magistratura local, que havia sido suprimida pelo Papa Paulo III. Na parede inacabada se abre um portal desenhado por Galeazzo Alessi (1568), além de haver um púlpito composto de fragmentos de antigos mosaicos, de onde São Bernardino de Siena pregou em 1425 e 1427, e um crucifixo de madeira de Polidoro Ciburri (1540). A fachada principal está voltada para a pequena Piazza Dante; o portal barroco foi projetado por Pietro Carattoli em 1729. O campanário foi construído em 1606-1612.
O interior tem 68 m de comprimento, com três naves. Na parede interna da fachada está o sarcófago do bispo Giovanni Andrea Baglioni (falecido em 1451), atribuído a Urbano da Cortona. A primeira capela à esquerda é dedicada ao Anel Santo, o anel que segundo a lenda foi ofertado por São José à Virgem Maria em seu casamento. A capela já teve afrescos de Pinturicchio e uma pintura de Perugino, agora no museu de Caen. Abriga também um relicário por Bino di Pietro, Federico del Roscetto e Cesarino del Roscetto, considerado entre as obras-primas da ourivesaria italiana da Renascença.
Continuando na parede lateral se vê os restos de um altar de Agostino di Duccio (1473), demolido em 1623. Na abside se destaca um coro de madeira marchetada de Giuliano da Maiano e Domenico del Tasso (1486-1491), que foi danificado por um incêndio em 1985. O transepto direito tem um retábulo de Giovanni Baglione (1609). Duas pequenas portas laterais levam ao Oratório de Santo Onofre, construído para abrigar um retábulo de Luca Signorelli, agora no Museu da Catedral. Na nave direita, a Capela do Sacramento, projetada por Alessi (1576), tem uma pintura representando o Pentecostes, de Cesare Nebbia (1563), um monumento contém os restos mortais do Papa Martinho IV, que morreu em Perúgia em 1285, e as relíquias de Inocêncio III e Urbano IV.
A próxima capela é o Batistério, com uma visão em perspectiva em mármore realizada por Pietro di Paolo di Andrea da Como (1477). Na sua frente está a venerada imagem da Madonna delle Grazie, de Giannicola di Paolo, um seguidor de Perugino. A nave direita termina com a Capela de São Bernardino, fechada por um gradeamento do século XV. Seu altar abriga a obra mais importante da igreja, a Deposição da Cruz, de Federico Barocci (1567-1569). A sacristia foi totalmente afrescada por Gian Antonio Pandolfi a partir de 1573. O claustro abriga vários fragmentos arquitetônicos e esculturais, incluindo uma cabeça atribuída a Giovanni Pisano e um busto renascentista do Redentor.